# Neolythria
Neolythria là một chi bướm đêm thuộc họ Geometridae.